# 马恩拉瓦莱
马恩拉瓦莱（法語：Marne-la-Vallée，法語發音：[maʁn la vale]）是法国法兰西岛东部的一座新城，位于马恩河左岸（南岸）。
新城于20世纪六十年代开始根据由保罗·德卢弗里耶编写的城市规划与治理方案开始建设发展，其人也被认为是法国新城之父。
2016年，在171,24平方公里的土地上攻有31万名居民。区域内的城市现在分别组成了不同的市镇公共合作组织。